# Spanilá mlynářka (Klička)
Spanilá mlynářka je komická opera o dvou dějstvích českého skladatele Josefa Kličky. Libreto k ní napsal Josef Otakar Veselý a upravil Václav Juda Novotný podle komedie-vaudevillu francouzských dramatiků Mélesvilla (vl. jm. Anne-Honoré-Joseph Duveyrier) a Charlese Duveyriera Mlynářka z Marly z roku 1843. Kličkova Spanilá mlynářka měla premiéru dne 10. června 1886 v pražském Národním divadle.

## Vznik a charakteristika
Skladatel Josef Klička studoval na Pražské konzervatoři i varhanické škole a roku 1874 spoluzakládal Kruh mladých hudebníků. Již za studií v první polovině 70. let 19. století hrál v orchestru Prozatímního divadla, v letech 1876 až 1878 byl kapelníkem divadelní společnosti Pavla Švandy se Semčic a v letech 1878 až 1881 druhým kapelníkem Prozatímního divadla. V této době – podle Václava Vladimíra Zeleného přibližně v roce 1878, i když jiné prameny udávají až rok 1884 – také zkomponoval svou jedinou operu. Podkladem pro ni byla francouzská veselohra, kterou přinejmenším od roku 1876 již pod názvem Spanilá mlynářka hrála právě Švandova divadelní společnost v pražské Národní aréně. Na libreto ji přepracoval mladý – a předčasně zesnulý – spisovatel Josef Otakar Veselý (1853–1879), známý jako libretista Dvořákova Šelmy sedláka. Kličkova opera však byla uvedena až v Národním divadle na sklonku sezóny 1885/1886, přičemž jméno libretisty bylo na plakátech zamlčeno, i když recenzentům bylo známo. Při premiéře byl prý „zevnější úspěch […] skvělý“, skladatel byl „nejméně desetkráte bouřlivě vyvolán“.
Skladatel a kritik J. B. Foerster ve své recenzi v Národních listech napsal: „Do bližšího posuzování libreta nemáme chuti. Spanilá mlynářka jest jen novým dokladem žalostného úpadku.“ Zatímco Foerster odsuzoval již fraškovitý francouzský námět, Karel Stecker v Daliboru jej považoval za zásadně vhodný pro (standardní) komickou operu, vadila mu však libretistova „mluva, místy trochu dětinská, druhdy až přes míru naivní. […] Čeho dovolovali sobě naši librettisté před lety, dnes nám, našemu vkusu a požadavkům našeho obecenstva nemůže postačiti…“ V. V. Zelený v Osvětě litoval, že libreto – oproti dobové praxi – nebylo vytištěno, i když „se pohříchu i tentokráte mohlo rádo chrániti před zraky zblízka pozorujícími“.
Nejen kvůli námětu z francouzské veselohry vybízela Spanilá mlynářka k porovnání s Kovařovicovou operní aktovkou Cesta oknem, uvedenou v Národním divadle jen o několik měsíců dříve (i když paralely se daly hledat také se Smetanovými Dvěma vdovami). Stejně jako u Kovařovice recenze i u Kličky objevovaly francouzské vzory: „Nejsilnější vliv měli na skladatele zejména Smetana, Dvořák, Gounod a Thomas. Škola francouzská zdá se býti oblíbenou, v lecčem ji skladatel následoval, ne ve svůj prospěch,“ psal J. B. Foerster. Podobně V. V. Zelenému se zdálo, že „Kličkův lyrismus má v krvi něco francouzského“. Anonymní recenzent deníku Politik zmiňoval „rossiniovsko-auberovský a smetanovský humor“. Vliv Smetany, zejména Dalibora, vyzdvihoval Karel Stecker a V. V. Zelený shledával ve Spanilé mlynářce ještě starší, předsmetanovské rysy, poukazuje na Leopolda Měchuru. I když tedy recenzenti poukazovali na to, že se v případě Spanilé mlynářky nejedná o nijak revoluční hudbu, nezastávali vesměs pozdější mínění Zdeňka Nejedlého, podle něhož byla tato opera „ve faktuře tak ctihodně staromódní, že musela vyhovět i nejzaostalejšímu posluchači“. Nedostatek samostatného, na vzorech nezávislého stylu vytýkali Spanilé mlynářce všichni recenzenti, kteří se jinak shodovali na přednostech díla co do melodiky, harmonizace a charakterizace postav.
Rozsáhlá třídílná předehra byla jako taková chválena – „ve příčině harmonické a kontrapunktické honosí se […] všemi přednostmi skladeb Kličkových“ (K. Stecker), ale v poměru opeře samotné byla kritizována její délka. Svorně recenzenti zpochybňovali dramaticky nelogické, zřejmě množstvím hudebního materiálu způsobené, rozdělení původní veseloherní aktovky na dvě dějství, a doporučovali skladateli operu mírně zkrátit a stáhnout obě dějství zpět do jednoho. Nečetné sbory (úvodní, lovecký za scénou a závěrečný) recenzenti nepovažovali za zvláště výrazné – podle J. B. Foerstera měly „silně konvencionelní ráz“. Pochvaly se zato dočkala lyrická místa, jako mlynářčina árie Píše mi, co nelze říci, její dvojzpěv se stárkem Láska nad vše dražší, mlynářčin zpěv Kéž bych smělosť měla otázku mu dát aj. Recitativní dialogy se však prohřešovaly proti správné deklamaci a podle V. V. Zeleného zde skladatel „musí ještě učiniti podstatný krok“. Obdivována byla Kličkova „obratná, originellní a effektní“ instrumentace – „orkestr […] zvučí neobyčejně jadrně a barvitě,“ psal V. V. Zelený. Avšak Karel Stecker upozorňoval na to, že Klička „v nadšení vedl si začasté příliš horlivě, instrumentoval místy příliš sytě, příliš přizvučně a energicky, ano jeví se někdy instrumentace tak přes míru bohatou, až v přepych nádhernou, že vtírá se nám pak proti nadání myšlénka, zdaliž také srovnává se ten orchestrový luxus s těmi kterými situacemi a celým podkladem jednoaktové […] komické opery?“ I J. B. Foerster vytýkal: „Klička pracuje, ačkoliv je opera komickou, téměř stále celým aparátem velké opery; průhlednost a jednoduchost francouzských partitur je důležitou jejich předností.“
Recenzenti rovněž shodně oceňovali vkusnost a ušlechtilost Kličkovy hudby, avšak lišili se v názoru, nakolik byla přiléhavá námětu a libretu. Stecker o ní soudil, že je „v komických situacích [plná] zdravého humoru, jenž však přitom vždy dovede se udržeti ve slušné míře, v jisté uctivé distanci od trivialnosti a přepjatosti“; oceňoval, že i komickou postavu markýze skladatel nepojal jako „figuru operetně fraškovitou à la Offenbach“. J. B. Foerster v tomto přístupu shledával zásadní slabinu díla: „Rozmarný tón veseloherní jest místem zachycen, avšak lyrické scény a veškerá místa poněkud vážnější přecházejí v pathos tragické opery. Jelikož toho druhu scény v libretě převládají a skladatel, nevíme zda náhodou či zúmyslně, z komické figury Gaillardovy učinil v hudbě vážnou, zbývá vlastnímu komickému živlu málo místa.“ Foerster, Zelený i recenzent Politik naznačovali, že Kličkův talent směřuje k hudbě lyrické a vážné, nikoli komické.
Přes povzbuzující přijetí kritikou a podle recenzí i slušný úspěch u obecenstva se Spanilá mlynářka se hrála pouze dvakrát (10. a 13. června 1886). I přes výtky, které kvůli tomu činil ředitelství divadla odborný hudební tisk, poté zapadla navždy do archivu, i když skladatel alespoň někdy uváděl její části, zejména předehru, koncertně. Klička, který již od roku 1885 vyučoval varhanní hru na Pražské konzervatoři, se pak věnoval především tvorbě pro varhany a k jevištní tvorbě se nevrátil.

## Osoby a první obsazení
| osoba                                                       | hlasový obor | premiéra (10.6.1886) |
| ----------------------------------------------------------- | ------------ | -------------------- |
| Markýz z Gaillardier                                        | baryton      | Leopold Stropnický   |
| Jeho manželka                                               | mezzosoprán  | Marie Vollnerová     |
| Růžena, nájemnice mlýna                                     | soprán       | Marie Panznerová     |
| Jeník, prášek                                               | tenor        | Antonín Vávra        |
| Dirigent: Mořic Stanislav Anger, režisér: Edmund Chvalovský |              |                      |

## Jednání I.
Záletný markýz z Gaillardier vzplál v pokročilém věku mladistvou vášní ke krásné nájemnici svého mlýna, Růženě, kterou ostatně oblétají i jeho úředníci. Ba pověst o její spanilosti a vtipnosti pronikla až k samému dvoru. Růžena však nijak nezpyšněla projevy přízně prokazovanými jí panem markýzem, protože má ráda práška Jeníka, sirotka, kterého se před lety byl ujal mlynář a s nímž Růžena byla vychována. Jeník miluje ovšem spanilou družku z mládí též z celé duše a žárlí na všecky, kdož jí projevují svou přízeň, avšak vyznati svou lásku si netroufá, boje se odbytí. O náklonnosti manželově dověděla se také markýza, mnohem mladší svého muže, takže želí, že si pro něj zkazila své mládí; ale přece žárlí naň a jde se sama do mlýna přesvědčiti, nepřehání-li pověst vynášející spanilost Růženinu, a jest dívkou okouzlena. Po jejím odchodu Růžena se snaží přiměti Jeníka k milostnému vyznání, ale všechny snahy její troskotají o jeho nechápavost a nesmělost, kterou mu dívka po zásluze vyčte ve chvíli, kdy nový pokus o získání jí podniká markýz. Aby nechápavého mladíka povzbudila, Růžena si tentokrát vede volněji a přiměje tím rozlítostněného práška, že se odhodlá dáti se na vojnu. Jeho nepřítomnost povzbuzuje markýza k smělejším útokům, jimž Růžena uniká útěkem, ačkoli nemůže zabrániti, aby jí neposlal milostného psaníčka a v něm skvělého daru na penězích.

## Jednání II.
Jako poslíčka lásky markýz použil právě Jeníka, který splnil svou hrozbu, dal se v městě najmouti za vojáka, více si přihnul a vrávoravě se vrací do mlýna k malé radosti spanilé mlynářky, cítící se listem markýzovým a zvláště jeho peněžitou nabídkou hluboce uraženou. než také Jeník se tentokrát vzpružil. Když zvěděl od Růženy, oč běží, rázem vystřízliví ze svého opojení, opíše lístek markýzův a zasílá jej i s penězi do zámku – paní markýze. Ta trne nad smělostí chasníkovou a jde se s ním vypořádat do mlýna; setkává se však s Růženou, ukazující jí originál – markýzův! To žádá pomsty, kterou umlouvá s Růženou v okamžiku, když vchází markýz, mající po ruce výmluvu, že si jde pro nájemné. Po odchodu obou Růžena dává sama najevo Jeníkovi svou lásku a přiměje jinocha k projevům šílené radosti. Jest nyní třeba zhostiti se vznešeného soupeře, jenž spoléhaje se, že milostný dopis došel sluchu, dává svými myslivci přinésti nejvybranější jídla a vína do mlýna, kdež si dal dostaveníčko s Růženkou. Jakmile však vkročí do mlýnice, Jeník vyskočí z úkrytu, zamkne za markýzem dveře a pochutnává si pak s Růženkou na připravených lahůdkách. Markýz uvnitř zuří a slibuje pomstu, nebude-li ihned puštěn. Zatím dostavila se před dveře mlýnice – markýza. Jeník otvírá dveře a šlechtic přistižený manželkou na záletech jest nucen volky nevolky odpustiti Jeníkovi, propustiti jej z vojny a prominouti mu do smrti nájemné z mlýna, vezme-li si – Růženu. Lze si představiti radost ve mlýně z tohoto rozuzlení situace.